# غازي الكناني
غازي الكناني، هو فنان وكاتب وممثل عراقي (1937 - 15 تموز/يوليو 2023)، وهو رائد من رواد الحركة المسرحية والسينمائية والتلفازية والإذاعية في العراق. ومن أشهر أدواره شخصية فزع في المسلسل الريفي الشهير «جرف الملح» الذي نال فيهِ شهرة واسعة في العراق.

## أهم أعماله
- كتب وأخرج العشرات من المسرحيات، كما كتب وأخرج المئات من المسلسلات الإذاعية والبرامج الثقافية والتمثيليات الإذاعية.
- كتب العديد من التمثيليات والمسلسلات التلفازية.
- كتب وعمل في الصحافة العراقية وراسل أكثر من مجلة وجريدة عربية. وكتبت عنه الصحافة العراقية والعربية والأجنبية.
- أسس عدة فرق تمثيلية ومسرحية، وأصبح عضوًا في فرقة شباب الطليعة، وعضوًا في فرقة الفنون الشعبية ومدير إدارتها، وسكرتير فرقة شباب التحرير المسرحية، ومثل في المئات من المسلسلات والتمثيليات التلفازية.
- مثل في أكثر من عشرين فيلم سينمائيا ومنها: «الظامئون» سنة 1973، و«الأسوار» سنة 1979، و«المسألة الكبرى» سنة 1982، و«القادسية» سنة 1982، و«العاشق»، وغيرها من الأعمال السينمائية.
- مثل في العشرات من الأدوار المسرحية على مسارح العراق وفي الخارج.

## وفاته
توفي غازي الكناني يوم السبت 15 تموز 2023، بعد تدهور حالته الصحية.